# ضدبدافزار مالویربایتس
ضدبدافزار مالویربایتس (به انگلیسی: Malwarebytes' Anti-Malware) نرم‌افزاری است که توسط شرکت آمریکایی مالویر بایتس در سال ۲۰۰۸ منتشر شد و وظیفه آن شناسایی و از بین بردن بدافزارها است.

## نسخه مخصوص رایانه
این ضدبدافزار دارای نسخه‌های رایگان و پولی است. در نسخه رایگان فقط می‌توان به صورت دستی سیستم را جهت نابودی بدافزارها اسکن کرد اما در نسخه پولی ویژگی‌های اسکن زمان‌بندی شده، حفاظت بی‌درنگ و انسداد نشانی آی‌پی جهت ممانعت از دسترسی به وبگاه‌های مخرب، موجود می‌باشد. این نرم‌افزار برخلاف سایر نرم‌افزارهای ضدویروس و ضدجاسوس‌افزار قابلیت شناسایی و ازبین بردن نرم‌افزارهای امنیتی جعلی، آگهی‌افزارها، جاسوس افزارها و روت‌کیتها را دارا است.

## نسخه مخصوص اندروید
نسخه مخصوص اندروید آن نیز آماده شده‌است و دارای ویژگی‌هایی چون پاکسازی مالویر و جاسوس افزار، مدیریت حریم خصوصی، مدیریت برنامه‌ها، آپدیت شدن دیتابیس به‌طور خودکار و اسکن زمان‌بندی شده می‌باشد. آخرن نسخه‌های آماده شده برای رایانه و اندروید را می‌توان در جدول زیر مشاهده کرد:
| رایانه، رایگان | رایانه، پولی | اندروید     |
| -------------- | ------------ | ----------- |
| ۲٫۰٫۲          | ۲٫۰٫۱        | ۱٫۰۴٫۲٫۵۰۰۰ |